# Поцілунок для Попелюшки
Поцілунок для Попелюшки (англ. A Kiss for Cinderella) — американська мелодрама режисера Герберта Бренона 1925 року.

## У ролях
- Бетті Бронсон — Попелюшка (Джейн)
- Естер Ралстон — добра фея
- Генрі Вібарт — Річард Боді
- Дороті Каммінг — королева
- Іван Ф. Сімпсон — містер Катвей
- Дороті Волтерс — місіс Мелоні
- Флора Фінч — клієнт
- Джульєтт Бренон — клієнт
- Мерлін МакЛейн — Гледіс
- Петті Коаклі — Марія-Тереза
- Мері Крістіан — Саллі
- Една Хейген — Гретхен
- Том Мур — поліцейський
- Аніта Пейдж